# Mossautal
Mossautal è un comune tedesco di 2 475 abitanti situato nel land dell'Assia.
Il comune è diviso in cinque frazioni situate a quote comprese tra i 300 m. e 500 m. sul livello del mare e che sono:
- Güttersbach
- Hiltersklingen
- Hüttenthal
- Ober-Mossau
- Unter-Mossau